# Chama congregata

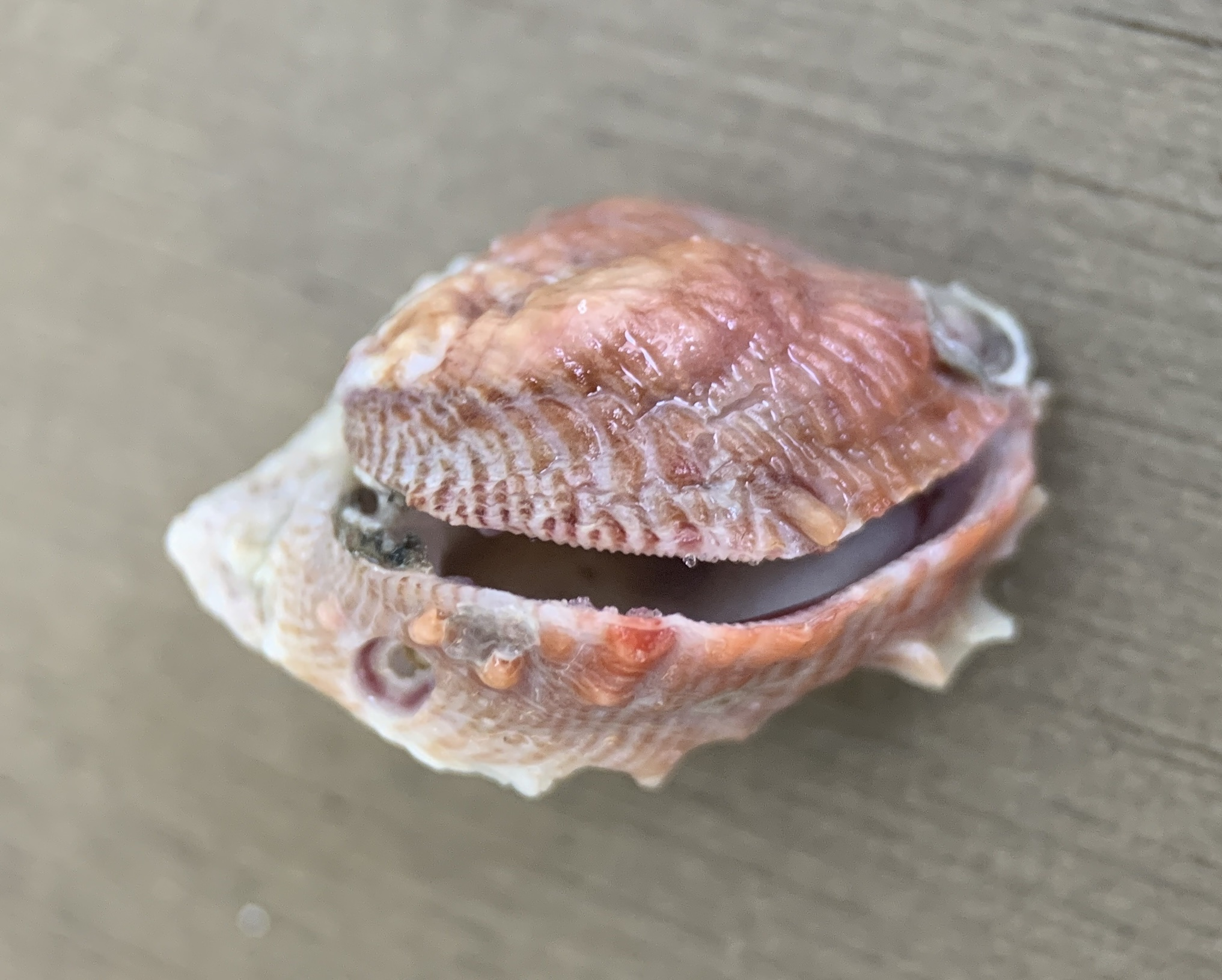
Chama congregata

Chama congregata ist eine Muschel-Art aus der Familie der Hufmuscheln (Chamidae). 

## Merkmale
Die stark ungleichlappigen Gehäuse werden bis etwa 25 mm groß (bis 36 mm). Die linke, oft an das Substrat angewachsene Klappe ist viel größer und viel tiefer. Die rechte, viel kleinere Klappe ist flach oder leicht gewölbt und fungiert als Deckel. Der Gehäuseumriss ist rundlich bis unregelmäßig oval. Der Wirbel ist spiralig.
Das Ligament ist dunkelbraun und nimmt fast die gesamte dorsale Länge ein. Das Schloss weist in beiden Klappen je einen Hauptzahn und eine korrespondierende Grube auf, in die jeweils der Zahn der anderen Klappe hinein greift. Außerdem ist noch ein rudimentärer Seitenzahn in der linken Klappe vorhanden. Die Mantellinie ist ganzrandig. Es sind zwei nahezu gleich große Schließmuskeln ausgebildet.
Die Schale ist dick und das Gehäuse sehr schwer. Die Ornamentierung besteht aus stumpfen, oft abgeriebenen, irregulären, eher niedrigen, radialen Rippen, die in konzentrische Reihen angeordnet sind. Auf der angehefteten, unteren, linken Klappe sind meist eine kleinere Anzahl Rippen ausgebildet, die zudem meist höher und mehr aufgeraut sind, als die Rippen auf der rechten Klappe. Der innere Klappenrand ist gezähnelt. Die Schale ist innen weiß mit rötlichen Flecken, außen grau bräunlich-orange.

## Ähnliche Arten
Chama congregata hat wie Chama macerophylla einen auf der Innenseite gezähnelten Rand, unterscheidet sich aber in der Ornamentierung. Letztere Art wird auch deutlich größer.

## Geographische Verbreitung und Lebensraum
Das Verbreitungsgebiet reicht an der Ostküste der USA von North Carolina südwärts nach Florida und in den Golf von Mexiko und die Karibik bis nach Brasilien. Es gibt auch einige Nachweise von (vermutlich verdrifteten Exemplaren) von der Küste  Dorset und Cornwall (England). 
Die Tiere leben typischerweise angeheftet an Hartsubstrat vom Gezeitenbereich bis in 100 Meter Wassertiefe.

## Taxonomie
Das Taxon wurde 1822 von  Timothy Abbott Conrad unter dem heute noch gültigen Binomen Chama congregata erstmals publiziert. MolluscaBase akzeptiert das Taxon als gültige Art.

## Online
- Marine Bivalve Shells of the British Isles: Chama congregata Conrad, 1833  (Website des National Museum Wales, Department of Natural Sciences, Cardiff)